# Hallignicourt
Hallignicourt é uma comuna francesa na região administrativa de Grande Leste, no departamento de Haute-Marne. Estende-se por uma área de 11,86 km². Em 2010 a comuna tinha 277 habitantes (densidade: 23,4 hab./km²).